# Arado Ar 96
Arado Ar 96 — немецкий тренировочный самолет.

## Эксплуатация
Люфтваффе использовали Ar.96 в своих летных школах, эскадрильях переподготовки и офицерских училищах для усовершенствованной летной подготовки, обучению полетам ночью по приборам. В годы Второй мировой войны самолёты Ar.96 входили в учебные истребительные эскадры.
Союзники нацистской Германии также активно эксплуатировали самолеты данного типа.
Венгерские ВВС получили 65 самолетов Ar.96a и 45 самолётов Ar.96b.
Словацкие ВВС располагали одним Ar.96a и тремя Ar.96b.
Болгарские ВВС располагали 24 самолётами.

## Изображения

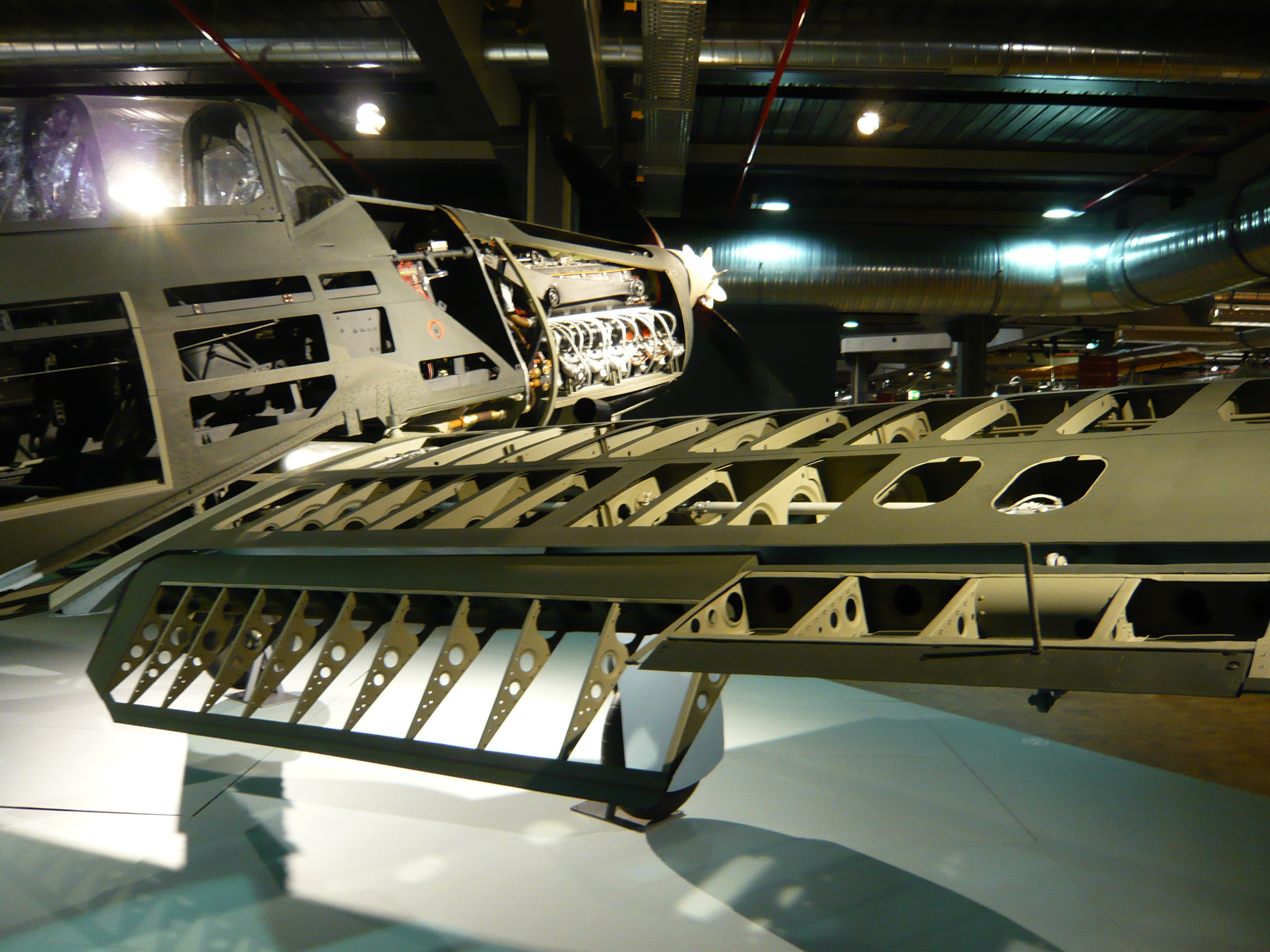
Часть крыла Ar 96

## Варианты и модификации
| Ar.96A     | первый серийный вариант. |
| Ar.96B     | основной серийный вариант; фюзеляж удлинен, что позволило увеличить запас топлива; установлен двигатель большей мощности.                                        |
| Ar.96B-1   | учебно-тренировочный самолет без вооружения. |
| Ar.96B-2   | имеет один пулемёт MG-17 калибра 7,92 мм или фото-кинопулемёт для обучения стрельбе.                                                                             |
| Ar.96C     | построен только в предсерийной партии для обучения бомбометанию; имеет прозрачную панель в полу кабины; оснащен двигателем Argus As 410A-1 мощностью 480 л. с.   |
| Ar 296     | из-за нехватки материалов, предпочтение было отдано Ar 396 |
| Ar 396a-1  | самолёт подготовки стрелков, был оснащён двигателем Argus 411, силовой набор в основном из дерева                                                                |
| Ar 396a-2  | тренировочная версия |
| SIPA S.10  | Ar 396, производившийся после войны во Франции компанией SIPA, выпущено 28.                                                                                      |
| SIPA S.11  | S.10 с двигателем Renault 12S (французский Argus As 411), для ВВС Франции выпущено 50.                                                                           |
| SIPA S.12  | Цельнометаллический вариант S.11, для ВВС Франции выпущено 52.                                                                                                   |
| SIPA S.121 | Модифицированный S.12, для ВВС Франции выпущено 58. |
| Avia C.2   | Ar 96B, производившийся после войны в Чехословакии; вооружённые именовались C.2B. 228 построено на заводе Avia и 182 на Letov в период между 1945 и 1950 годами. |

## Выпуск на 1945 год
| Модификация  | Arado | AGO | Avia | Letov | Всего | Период                                                 |
| ------------ | ----- | --- | ---- | ----- | ----- | ------------------------------------------------------ |
| Прототипы    | 4     |     |      |       | 4     | 1937–1938                                              |
| A-0          | 6     |     |      |       | 6     | включая 3 выпущенные к 1 апреля 1939, W.-Nr. 2879-2884 |
| A            | 23    | 69  |      |       | 92    | середина 1939 – май 1940                               |
| B-0          | 2     |     |      |       | 2     | 1940                                                   |
| B-1          | 144   | 223 | 997  | 17    | 1,381 | июль 1940 – апрель 1944                                |
| B-3          |       |     | 210  |       | 210   | 1941–1943                                              |
| B-6          |       |     | 100  |       | 100   | июль 1943 – январь 1944                                |
| B-7          |       |     | 518  | 378   | 896   | май 1944 – март 1945                                   |
| B-7/B-8      |       |     |      | 81    | 81    | декабрь 1944 – март 1945                               |
| B-8          |       |     |      | 74    | 74    | июнь 1944 – январь 1945                                |
| Sales series | 45    |     |      |       | 45    | 1939–1940                                              |
| Итого        | 224   | 292 | 1825 | 550   | 2891  |                                                        |

## Лётно-технические характеристики (Ar 96b-2)
Технические характеристики
- Экипаж: 1 или 2
- Длина: 9,10 м
- Размах крыла: 11,00 м
- Высота: 2,60 м
- Площадь крыла: 17,10 м?
- Масса пустого: 1 259 кг
- Нормальная взлётная масса: 1 700 кг
- Силовая установка: 1 × воздушных Argus As 410A-1
- Мощность двигателей: 1 × 465 л.с. (1 × 347 кВт)

Лётные характеристики
- Максимальная скорость: 330 км/ч
- Крейсерская скорость: 295 км/ч
- Практическая дальность: 991 км
- Практический потолок: 7 100 м
- Скороподъёмность: 5,08 м/с

Вооружение
- Стрелково-пушечное: возможна установка 7,92-мм пулемета MG-17

## Сохранившиеся самолёты
- Немецкий технический музей, Берлин, Германия.
- Flyhistorisk Museum, при аэропорту Ставангер, Норвегия[5].